# 3-я Красноармейская улица (Санкт-Петербург)
3-я Красноарме́йская улица — улица в Адмиралтейском районе Санкт-Петербурга. Проходит от Московского до Измайловского проспекта.

## История названия
С середины XVIII века известно название улицы как 3-я Рота. Параллельно существовали названия 3-я Измайловская улица, 3-я Рота Измайловского полка.
Современное название 3-я Красноармейская улица присвоено 6 октября 1923 года в честь Красной Армии с целью утверждения советской терминологии и в противовес прежнему названию.

## История
Улица возникла в середине XVIII века, как улица для расположения 3-й роты Измайловского лейб-гвардии полка.

«…велено на полки Гвардии, вместо казарм, построить слободы… со всяким поспешением в нынешнем 1740 году… Измайловскому назначили… строить за Фонтанкою, позади обывательских домов, зачав строить от самой проспективой, которая лежит Сарскому Селу (теперь Московский проспект) на правую сторону вниз по оной речке»— «О строении слобод для Измайловского полка», Указ императрицы Анны Иоановны от 2 мая 1740 года

## Достопримечательности
- Санкт-Петербургский государственный архитектурно-строительный университет
- Дом № 5. В не сохранившемся доходном доме Н. А. Палибина[2] снимал квартиру Ф. М. Достоевский, где работал над произведениями «Униженные и оскорблённые» и «Записки из Мёртвого дома». Мемориальная доска находится на стене со стороны улицы Егорова, 8[3].
- Дом " 7/5. Здесь неоднократно бывал В. И. Ленин.